# Ізабель Абеді
Ізабель Абеді (нар. 3 березня 1967 року, Мюнхен) — німецька авторка дитячих книг.

## Біографія
Ізабель Абеді народилася 1967 року в Мюнхені, виросла та навчалася в Дюссельдорфі. Після закінчення школи протягом року жила в Лос-Анджелесі, де навчалася в школі кіномистецтва. Після повернення до Німеччини протягом тринадцяти років працювала копірайтером в Гамбурзі. На цей час припадають її перші літературні спроби та знайомство з майбутнім чоловіком — бразильським музикантом Едуардо.
Популярність авторці принесли твори про пригоди та фантазії дівчинки Лоли. Книги були перекладені багатьма мовами та нагороджені преміями в галузі дитячої та юнацької літератури.
Ізабель Абеді зараз живе в Гамбурзі разом з чоловіком Едуардо та двома доньками Інаї та Софією.

## Книги Ізабель Абеді, перекладені українською («Видавництво Ранок»)
- Лола шукає подругу. Книга 1
- Сенсаційний репортаж Лоли. Книга 2
- Секретна місія Лоли. Книга 3[4]
- Аплодисменти для Лоли. Книга 4
- Лола та аварійний вхід. Книга 5
- Лола у весільній подорожі. Книга 6
- Лола — любляче серце. Книга 7[5]
- 5 зірок для Лоли. Книга 8[6]
- Лола та єдиний свідок. Книга 9